# Oyardo
Oyardo (en Euskera y oficialmente Oiardo) es un lugar del municipio de Urcabustaiz y de la cuadrilla de Zuya, en la provincia de Álava, País Vasco (España).

## Etimología
Aparece recogido como Oyardo ya en un documento de 1257.

## Geografía
El término municipal de Oyardo está situado sobre el inicio de la meseta, al que le cruza el rio Oyardo por el medio. El municipio está compuesto de praderas destinadas a la ganadería, robledales y hayedos principalmente, debido a la amplia extensión del ayuntamiento. Su altitud oscila entre los 645 metros sobre el nivel del mar, mientras que, núcleo principal se encuentra a 340 metros sobre el nivel del mar en la zona más baja, junto a los vecinos municipios de Altube e Inoso. Se encuentra en un desnivel, marca divisoria entre las comarcas naturales de Estribaciones del Gorbea y Cantábrica Alavesa.

### Ubicación
| Noroeste: Lezama                  | Norte: Inoso          | Noreste: Gorbea                   |
| Oeste: Orduña                     |                       | Este: Cascada de gujuli y Vitoria |
| Suroeste Unzá y Salto del Nervión | Sur: Sierra de gibijo | Sureste: Izarra                   |

## Historia
Ha pertenecido históricamente al señorío, valle y hermandad de Urcabustaiz, encuadrándose eclesiásticamente en el arciprestazgo de Cigoitia de la diócesis de Vitoria, dependiente ésta de la archidiócesis de Burgos, si bien anteriormente pertenecían a la vicaría de Orduña, que formaba parte de la diócesis de Calahorra.

## Demografía
| Gráfica de evolución demográfica de Oyardo entre 2000 y 2017 |
|                                                              |
| Población de derecho según los censos de población del INE.  |

## Monumentos
- Iglesia de San Juan Bautista. Templo románico en el que destaca su pila bautismal, poseyendo un retablo mayor barroco y una notable espadaña.[5]
- Ermita de Goicoana. Destaca en ella una talla tardogótica de Nuestra Señora con el Niño, policromada y dorada. Adosada a la parte izquierda de la anterior fábrica, antigua ermita a la que se accede hoy por la sacristía. Restos de la antigua portada de medio punto. Pequeño templo de cabecera recta cubierto con bóveda de dos tramos separados por arco fajón de medio punto apeado en gruesos contrafuertes. Restos de pinturas murales, tardogóticas, de comienzos del siglo XVI, representando ingenuas figuras del Calvario. Restos de pinturas en grisalla, del siglo XVIII, sobre el tema de la muerte.

## Fiestas
El concejo celebra sus fiestas patronales en el segundo fin de semana de septiembre.